# Berghia verrucicornis
Berghia verrucicornis is een slakkensoort uit de familie van de Aeolidiidae. De wetenschappelijke naam van de soort is voor het eerst geldig gepubliceerd in 1867 door A. Costa.